# Комедия по-итальянски

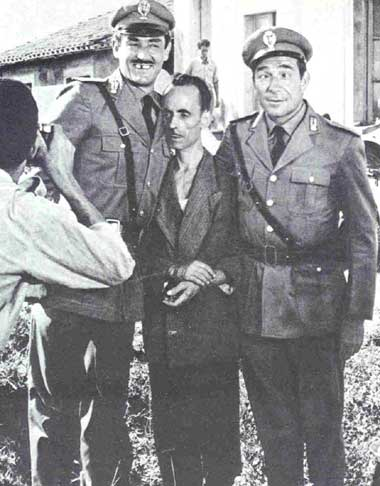
Кадр из фильма Дино Ризи «Чудовища». Классический образец комедии по-итальянски

Коме́дия по-италья́нски (итал. commedia all’italiana) — разновидность кинокомедии, снискавшая большую популярность в кинематографе Италии 1960—1970-х годов. Выражение родилось под влиянием пользовавшегося огромным успехом во всем мире фильма Пьетро Джерми «Развод по-итальянски» (1961). Первым образцом жанра считается фильм «Злоумышленники, как всегда, остались неизвестны» Марио Моничелли (1958).
Возникнув как реакция на неореализм с присущей ему мрачностью, комедия по-итальянски по-своему развивала его традиции. В этом смысле предшественниками жанра можно считать такие фильмы, как «Два гроша надежды» Ренато Кастеллани (1952) и «Вчера, сегодня, завтра» Витторио Де Сика (1963), с их повышенным вниманием к судьбе «маленького человека», сочувственно-ироническим взглядом на повседневный быт, отсутствием политкорректности. В комедии по-итальянски ощущается также зависимость от традиции комедии дель арте с её легко узнаваемыми типажами, буффонадой и солёным юмором.
Диапазон жанра был достаточно широк — от лирической комедии («Народный роман» Моничелли, 1974) до едкой, временами близкой к мизантропии социальной сатиры («Отвратительные, грязные, злые» Этторе Скола, 1976); на закате своей истории жанр подчас деградировал до непритязательного эротического гротеска («Дикие постели» Луиджи Дзампы, 1979). В семидесятые годы были созданы окрашенные в драматические, а то и трагические тона образцы жанра («Задержанный в ожидании суда» Нанни Лоя, 1971, «Мелкий-мелкий буржуа» Моничелли, 1977). Присущее некоторым комедиям по-итальянски провокативное начало было резко усилено в сатирических фильмах-притчах Марко Феррери («Большая жратва», 1973).
В период своего расцвета — особенно во второй половине 1960-х годов — жанр пользовался большим успехом у зрителей, и не только в Италии, но и во всей Европе. Во многом именно этот успех способствовал приглашению крупнейших итальянских актёров — Софии Лорен, Витторио Гассмана, Джины Лоллобриджиды, Вирны Лизи — на работу в Голливуд. Известны случаи, когда на основании комедий по-итальянски создавались римейки в США; так, «Запах женщины» Дино Ризи был затем воспроизведён Мартином Брестом. Во многом успех комедии по-итальянски был обусловлен участием в ней выдающихся актёров — Тото, Альберто Сорди, Нино Манфреди, Уго Тоньяцци, Витторио Гассмана, Марчелло Мастроянни.
Традиции комедии по-итальянски продолжают некоторые современные режиссёры, включая Карло Вердоне. Однако, по мнению патриарха жанра Марио Моничелли, «их фильмы вполне симпатичны и ловко скроены, но в сюжетном отношении они поверхностны и непременно имеют счастливый конец. А в комедии по-итальянски всё наоборот: судьбы героев не устраиваются и у зрителя остается ощущение горечи».

## Наиболее известные образцы жанра
- Злоумышленники, как всегда, остались неизвестны, реж. Марио Моничелли
- Большая война, реж. Марио Моничелли
- Все по домам, реж. Луиджи Коменчини
- Развод по-итальянски, реж. Пьетро Джерми
- Обгон, реж. Дино Ризи
- Бум, реж. Витторио Де Сика
- Пчеломатка, реж. Марко Феррери
- Чудовища, реж. Дино Ризи
- Соблазненная и покинутая, реж. Пьетро Джерми
- Я её хорошо знал, реж. Антонио Пьетранджели
- Дамы и господа, реж. Пьетро Джерми
- Врач страховой кассы (в советском прокате «Залог успеха», реж. Луиджи Дзампа)
- Вопрос чести, реж. Луиджи Дзампа
- Именем итальянского народа (в советском прокате «Полмиллиарда за алиби», реж. Дино Ризи)

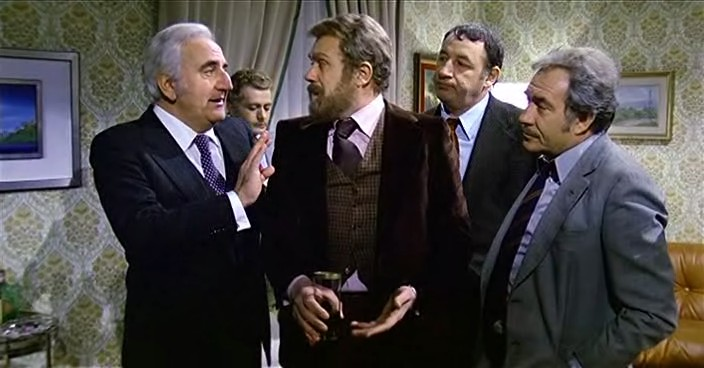
Адольфо Чели, Гастоне Москин, Филипп Нуаре и Уго Тоньяцци в фильме П. Джерми и М. Моничелли «Мои друзья»

- Хлеб и шоколад, реж. Франко Брузати
- Мы так любили друг друга, реж. Этторе Скола
- Народный роман, реж. Марио Моничелли
- Мои друзья, реж. Марио Моничелли
- Отвратительные, грязные, злые, реж. Этторе Скола
- Новые чудовища, реж. Марио Моничелли
- Мелкий-мелкий буржуа, реж. Марио Моничелли
- Комната епископа, реж. Дино Ризи
- Терраса, реж. Этторе Скола
- Дорогой папа, реж. Дино Ризи
- Мои друзья 2, реж. Марио Моничелли
- Пробка, реж. Луиджи Коменчини